# Elemental (glazbeni sastav)
Elemental je hrvatski rap sastav koji su 1998. godine u Zagrebu osnovali Luka Tralić, Mirela Priselac i Gordan Radočaj.

## Povijest sastava

### Prije Elementala: Basemental
Osnivači sastava Elemental su: Luka Tralić Shot, Mirela Priselac Remi i Gordan Radočaj Ink. Djelovali su na zagrebačkoj hip hop sceni još od tinejdžerskih dana. Uz MC-ranje u sastavu Young Lordz, Shot je sa 16 godina krenuo raditi beatove za lokalne MC-e; Ink je bio član grafiterske ekipe TSW (The Style Writers), a Remi jedine zagrebačke ženske grafiterske ekipe tog doba, DWA (Demented Women Artists), pod pseudenimom Miss Curse.
U to vrijeme je jedna od ključnih točki hip-hop scene u Zagrebu bila radijska emisija Blackout, koja je započela na Radiju 1, a 1995. prebačena u program Radija 101. U jesen 1996. koncesija Radija 101 postala je upitna, što je izazvalo veliku reakciju javnosti te kasnije jedan od najvećih prosvjeda u novijoj hrvatskoj povijesti. Na inicijativu Kristijana Frkovića Frxa, u znak podrške snimljena je pjesma One-O-One u kojoj je uz Generala Wooa, Baby Dooksa, Frxa i Petra Radojčića Bizzu repao i Shot, tada učenik četvrtog razreda srednje škole. Bili su potpisani kao Blackout Project. Pjesma je nedugo zatim dobila i drugu verziju s Dinom Dvornikom i Banetom iz Songkillersa.
Kroz djelovanje na sceni se upoznaju Remi i Shot, a kasnije s Inkom i još članova djeluju kao dio Basemental Projecta, nazvanog prema improviziranom podrumskom studiju u kojem su snimali pjesme. Ekipu su sačinjavali hip-hop entuzijasti koji su se okupljali u podrumu Tomislava Gjergje (MistaHorn) i radili na svojim demo materijalima, a Shot i MistaHorn su im radili beatove. U podrumu 1997. Remi snima svoje prve solo pjesme “Taktika” (još uvijek pod pseudenimom Miss Curse) i “Riječ” (kao Remi) koja kasnije izlazi na Basemental kompilaciji. Iste godine Remi i Shot s MistaHornom prvi put zajedno snimaju pjesmu “Jen, dva, tri”. Shot je u to vrijeme napravio originalni beat i repao na demo verziji pjesme Hrvatski velikani Tram 11-a (General Woo i Target). Od rada na pjesmi je odustao jer se posvetio radu na Basemental materijalu, a pjesma je s novim beatom Kristijana Frkovića Frxa (bez Shotove dionice) postala najavni single kultne kompilacije Blackout Project – Project Impossible (Radio 101, 1997/1998.). Uz pjesmu “One-O-One”, na kompilaciji se našla i još jedna pjesma trojca Remi-Shot-MistaHorn imena “Pasivna agresija”. Godinu kasnije Remi snima pjesmu “Vrijeme istine” s Neredom (potpisano kao Nered ft. Remi & Basemental Crew) u kojoj uz repanje ima i pjevačku dionicu. Za pjesmu je snimljen i spot u režiji Irene Šćurić. Pjesma izlazi 1998. na kompilaciji Basemental Project, a među pjesmama na kompilaciji našao se i remix “Pasivne agresije” kao i, među ostalim, solo pjesme svih osnivača Elementala.
Prva pjesma koju se može smatrati začećem sastava je pjesma “Milijunski” iz 1998. u kojoj Gordan dodaje strofu Mirelinim i Lukinim stihovima. Nedugo nakon toga, nakon jednog od Basemental Project nastupa na kojem su zajedno izveli tu pjesmu, osnovali su Elemental “u bijelom Yugu, negdje u vožnji od Novog Zagreba preko Savske.” Kao prvi nastup Elementala (pod tim imenom) slovi nastup u klubu Mungos u Kašini 1998., uz podršku DJ-a Excel (kasnije poznat kao DJ Oli Doboli). U toj fazi DJ Excel je bio stalni član koncertne postave sastava, a potpisan je i na jednoj pjesmi na debitantskom albumu.

### (2000. – 2003.) Organski hip hop:Moj Njegov i Njen SvijetiDemiurg/Tempo Velegrada
Na prijelazu tisućljeća potpisuju diskografski ugovor s izdavačkom kućom Kondorcomm i kreću snimati svoj debitantski album. U lipnju 2000. objavljen je prvi album Elementala Moj, njegov i njen svijet. Album je odskakao od tadašnjih domaćih hip hop izdanja zbog svojih organskih, mekših beatova i ozbiljnog pristupa temama, za razliku od tada prevladavajućih opasnih kvartovskih priča ili šaljivih tekstova. 
Inspirirani hip hop sastavima poput The Roots, Remi i Shot su htjeli da Elemental uživo nastupa u formatu benda, što je također odstupalo od tadašnjih hip hop trendova na domaćoj sceni. 1999. okupili su prvi sastav benda. Prvi koncert s pratećim bendom održao se u zagrebačkom klubu Močvara u proljeće 2000. Bila je riječ o promociji albuma, a koncert se održao pred gotovo praznim klubom. Sljedeća svirka bila je u KSET-u u organizaciji Mate Škugora gdje su ih došli poslušati Maja Novak i Branko Komljenović iz diskografske kuće Menart. 2001. Elemental potpisuju diskografski ugovor za Menart na 5 godina i 3 albuma. 
Drugi album Tempo velegrada/Demiurg izašao je za Menart u ožujku 2002. godine. Shotovi jazzy beatovi i dalje su bili okosnica pjesama, ali uz programiranu matricu nasnimljeni su vrhunski gostujući instrumentalisti.

### (2004. – 2009.) Osvajanje mainstreama:Male StvariiPod Pritiskom
Nakon prva dva albuma dolazi do promjena u postavi sastava. Od tog trenutka bend iz dotadašnje prateće uloge sve više prelazi u centralni dio kreativnog procesa. U listopadu 2004. izlazi njihov treći album Male stvari, prvi hrvatski hip hop album koji je u potpunosti odsviran na instrumentima. 
8. ožujka 2004. u klubu Aquarius održavaju svoj najveći koncert do tad koji je rasprodan s otprilike 1500 posjetitelja. Nakon albuma bend počinje intenzivno koncertno nastupati u Hrvatskoj, Sloveniji i Bosni i Hercegovini, ali se i sve češće pojavljivati u televizijskim i radijskim gostovanjima. 2006. godine prvi puta nastupaju u Srbiji na Exit Festivalu, a 2007. prvi puta i u Skopju u Makedoniji.  
S izmjenjenom postavom krenuli su u pripremu novog albuma čiji su izlazak najavili svojim prvim rock singlom Nema ga. U veljači 2008. Elemental za Menart objavljuju svoj četvrti album Pod pritiskom. Svojim četvrtim albumom Elemental su učvrstili svoju poziciju stabilnog mainstream benda na domaćoj sceni. 
Za 10 godina karijere bend snima akustični materijal Live @ Izštekani snimljen na Val 202 u Ljubljani. U listopadu 2008. Elemental su proslavili svoju 10. obljetnicu u klubu Boogaloo.

### (2010. – 2015.) Stabilna postava:VertigoiU redu je
Elementalov peti album Vertigo izašao je u svibnju 2010. godine za Menart.  
2010. su Elementalovi glavni vokali Remi i Shot odabrani za sudjelovanje u glazbenom projektu Diversidad. Remi i Shot snimili su album The Experience u Bruxellesu s 18 europskih glazbenika, a u sklopu projekta nastupili su u Parizu, Gröningenu, Beču, Baselu, Madridu, Berlinu i na mađarskom Sziget Festivalu. Album The Experience izašao je 2011. u cijeloj Europi. Još jedan od ključnih Elementalovih uspjeha zbio se te godine. 18. lipnja 2011. godine odsvirali su jedan od svojih najvećih koncerata pred 20 000 ljudi, kao predgrupa Amy Winehouse na njenom, kako se kasnije pokazalo, posljednjem koncertu.
U svibnju 2013. izdaju svoj šesti album U redu je koji nastavlja s nešto žešćim glazbenim stilom. Iste godine kreću na slavljeničku turneju za obljetnicu 15 godina postojanja sastava.

### (2016. – danas) Diskografska samostalnost: 383records,TijeloiILICA
U veljači 2016. izdaju svoj prvi dvostruki album Tijelo, istovremeno prvi album izdan za vlastitu etiketu 383records. Etiketa je osnovana u sklopu Umjetničke Organizacije Elemental čime se bend diskografski osamostalio, a Menart je ostao u ulozi distributera albuma. Prvi singl “Goli i bosi” izdan godinu dana prije izlaska albuma bio je najpopularniji Elementalov hit od “Romantike” te je 2016. osvojio Porin za pjesmu godine.   
18. rođendan bend je proslavio u Domu sportova 5. ožujka 2016. godine. Na događaju prozvanom Dan E u Maloj dvorani okupilo se 4500 ljudi. Za svjetlo i scenografiju je bio zadužen Sven Grbec Maci, a kao predgrupa su nastupili Sassja (s kojom je Remi prethodno izbacila pjesmu Etikete) te beogradski reper Marčelo. Bila je riječ o simboličnom nastupu, s obzirom da je Elemental s Marčelom surađivao još od 2003. i pjesme Bekstvo, koja se smatra prvom suradnjom hrvatskih i srpskih hip hop izvođača. 10. listopada 2015. Marčelo i Elemental zajedno su nastupili i u beogradskoj Hali Sportova.  
20. godišnjicu proslavili su 2018. izdavanjem biografije “Sve, samo ne romantika”, koju je napisao novinar Marko Podrug te prvim kompilacijskim albumom XOXO. Uz to su održali dva dana slavljeničkog koncerta u Tvornici kulture 14. i 15. prosinca 2018. godine. Sljedeće godine nastupili su pred 40 000 ljudi na Belgrade Beer Festu, što se bilježi kao najveća publika pred kojom su nastupili do danas.
Sedam dana nakon prvog slučaja virusa COVID-19 u Hrvatskoj, izbacili su singl Hej, sanjalice. Unatoč zaustavljanju čitave glazbene industrije koje je onemogućilo promociju albuma putem nastupa uživo, bend je u lipnju 2020. putem Bandcampa izbacio svoj osmi studijski album ILICA.
U drugoj godini pandemije, bend je pokrenuo festival proširene stvarnosti Remote Festival. Dvodnevni festival održao se u veljači 2021. godine te putem live streama iz Mozaik Event Centra u Zagrebu uživo prikazao virtualne koncerte Elementala i 7 bendova iz njihove šire glazbene obitelji. Koncerte u proširenoj stvarnosti i 3D izložbe popratilo je preko 2000 ljudi.
25. godišnjicu obilježili su lipnja 2023. nastupom u zagrebačkom naselju Šalata, kao i 8. prosinca 2023. održavanjem koncerta u klubu u Sarajevu; bend aktivnost tokom 2023. nastavlja nastupom u Bosni i Hercegovini – u Banjoj Luci, a kasnije u Crnoj Gori – u Herceg Novom.

## Članovi
Osnivači Elementala su Mirela Priselac Remi, Luka Tralić Shot i Gordan Radočaj Ink. Svoj rad su započeli kao hip hop trio uz pratnju DJ Excela na nastupima uživo. 
1999. Elemental je okupio prvi sastav live benda. Prvi član koji se pridružio bio je basist Marijo Bilić koji je već ranije odsvirao bas dionicu na studijskoj snimci pjesme Ta-da na prvom albumu. Uz njega su bend činili Davor Marić na gitari, Viktor Nenadić na bubnjevima, Mirna Petrov na pratećim vokalima i Vlado Čačić Arapović Grasshopper iz Basemental Crewa na trubi. Kasnije Mirnu Petrov na pratećim vokalima mijenja Kasandra. Uz bend je DJ Excel i dalje bio član postave i scratchao uživo.
Nakon prva dva albuma dolazi do promjena u postavi sastava. Gordan Radočaj Ink napušta Elemental, a zbog sve snažnijeg stremljenja Remi i Shota prema bendovskim aranžmanima, iz sastava je otpala uloga DJ Excela. U jesen 2002. u bend ulazi gitarist Erol Zejnilović kojeg su Remi i Shot primijetili dok je svirao na r’n’b večerima u klubu Sax! sa Jacquesom Houdekom i Ivanom Kindl. Ostatak postave Elementala tada su činili Tino Baričić na bubnjevima, Dinko Janković na klavijaturama, Merima Salkić kao prateći vokal te otprije prisutan Marijo Bilić. Od tog trenutka bend iz dotadašnje prateće uloge sve više prelazi u centralni dio kreativnog procesa.
2004. Elemental zapošljavaju svojeg prvog menadžera Gorana Andrijanića. Te godine pridružuje im se i ton majstor Darko Ceglec kao deveti član. Nakon izdavanja albuma klavijaturist Dinko Janković napušta sastav, a njegovo mjesto je krajem 2004. zauzeo Davor Zanoški Zane. Početkom 2005. iz sastava odlazi i Tino Baričić kojega zamjenjuje Ivan Vodopijec John. Sredinom 2007. godine odlazi i Merima Salkić, a na prateće vokale dolazi Nataša Tonković (Putokazi).
Koncert u klubu Boogalo 2008. je bio posljednji nastup Marija Bilića s bendom. Krajem studenog 2008. basist Konrad Lovrenčić Koni postaje dio stalne postave Elementala. Nakon izdavanja albuma Vertigo 2010. godine završava suradnja s menadžerom Goranom Andrijanićem, a malo kasnije i Nataša napušta bend. U proljeće 2011. Vida Manestar dolazi na njenu poziciju pratećeg vokala i time Elemental dobiva postavu koja je aktivna do danas. 
U kolovozu 2010. Tibor Šehtl iz Menarta postaje novi menadžer Elementala, a 2012. godine zamjenjuje ga Iva Vrdoljak. Nakon što organizira slavljeničku turneju za 15 godina Elementala, Iva Vrdoljak napušta poziciju menadžerice benda i na njeno mjesto u svibnju 2014. dolazi Ante Zvonimir Stamać.

## Nagrade
| Godina | Nagrada                                      | Kategorija                                     | Naziv nominiranoga djela/osobe                                     |
| ------ | -------------------------------------------- | ---------------------------------------------- | ------------------------------------------------------------------ |
| 2005.  | Zlatna Koogla                                | „Najbolja pjevačica”                           | Mirela Priselac /Remi/                                             |
| 2005.  | Magdalena                                    | „Najbolji spot”                                | Videospot za singl Tako lijepa                                     |
| 2006.  | „Srebrna ploča” Hrvatske diskografske udruge |                                                | Album Male stvari                                                  |
| 2007.  | Zlatna Koogla                                | „Videospot godine”                             | Videospot za singl Iz dana u dan (Bruno Krčelić, Sebastijan Rogač) |
| 2009.  | Porin                                        | „Najbolji album urbane i klupske glazbe”       | Album Pod pritiskom                                                |
| 2009.  | Zlatna Koogla                                | „Videospot godine”                             | Videospot za singl "Zašto te imam" (Kosi Kadar)                    |
| 2011.  | Porin                                        | „Najbolji album urbane i klupske glazbe”       | Album Vertigo                                                      |
| 2013.  | MTV Adria Video Play Award                   | „Platinum”                                     | Videospot za singl Malena (Kolektiv Film)                          |
| 2013.  | Porin                                        | „Najbolji album urbane i klupske glazbe”       | Album Uredu je                                                     |
| 2014.  | MTV Adria Video Play Award                   | „Platinum”                                     | Videospot za singl Bolji si (Marko Milovac, C47 Film)              |
| 2014.  | MTV Adria Video Play Award                   | „Gold”                                         | Videospot za singl Prokleta ljubav (Marko Milovac, C47 Film)       |
| 2016.  | Porin                                        | „Pjesma godine”                                | Singl Goli i bosi                                                  |
| 2017.  | Porin                                        | „Najbolji album alternativne i klupske glazbe” | Album Tijelo                                                       |
| 2017.  | Porin                                        | „Najbolje likovno oblikovanje”                 | Naslovnica albuma Tijelo (Miron Milić)                             |

## Diskografija

### Studijski albumi
- 2000.: Moj, njegov i njen svijet
- 2002.: Tempo velegrada / Demiurg
- 2004.: Male stvari
- 2008.: Pod pritiskom
- 2010.: Vertigo
- 2013.: U redu je
- 2016.: Tijelo
- 2020.: Ilica

### Kompilacijski albumi
- 2018.: XOXO

## Vanjske poveznice
- Službena stranica
- Elemental na Discogsu
- Elemental na Menartu